# Pierre Certon
Pierre Certon (Melun, ... – Parigi, 23 febbraio 1572) è stato un musicista francese.

## Biografia
Certon fu maestro di cappella alla collegiata di Notre-Dame di Melun e alla Sainte Chappelle.
Certun divenne canonico della collegiata di Notre-Dame di Melun in data sconosciuta e, nel 1560, fondò un solenne saluto da cantare in questa chiesa ogni anno nella festa dell'Annunciazione; per conservarne il ricordo fece incidere una pietra fissata al pulpito. Nello stesso anno, in aprile, viene coinvolto, insieme al cantore Pierre Tappereau, ai canonici per un progetto di revisione del rito di questa chiesa.
Certon si distinse come autore di musica sacra polifonica caratterizzata da accademismo e diede il meglio di sé negli Amours de Ronsard, stesi in collaborazione col Claude Goudimel, nei Melanges a 5-8 voci, nelle Chansons in numero di oltre trecento,pubblicate dal 1533 al 1572.
Restano di lui anche 8 messe, 50 mottetti e 50 salmi.

## Opere

### Musica sacra: le messe

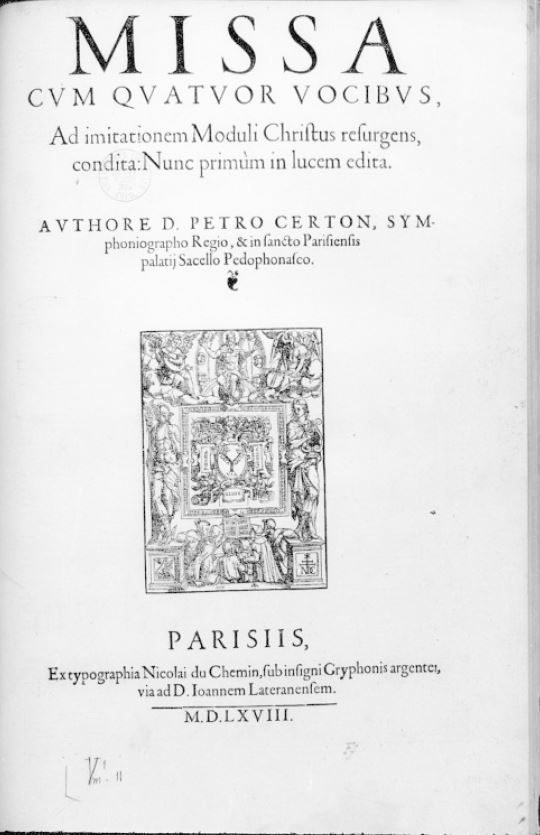
La Missa Christus resurgens (Parigi : Nicolas Du Chemin, 1568).

- Missa Ave sanctissima, (1540);
- Missa Dulcis amica, (1540);
- Pleni sunt coeli, (1553);
- Missa Sus le pont d'Avignon, (1553 e 1558);
- Missa Regnum mundi, (1554 e 1558);
- Missa Adiuva me, (1558);
- Missa Le temps qui court, (1558);
- Missa pro defunctis, (1558);
- Missa Christus resurgens, (1568).

### Musica sacra: mottetti e magnificat
- Recens modulorum editio... viginti quatuor motettorum, liber secundus, (1542);
- Moduli, vulgo moteta dicti, quatuor, quinque et sex vocum, (1555).

### Musica sacra: salmi e canzoni spirituali

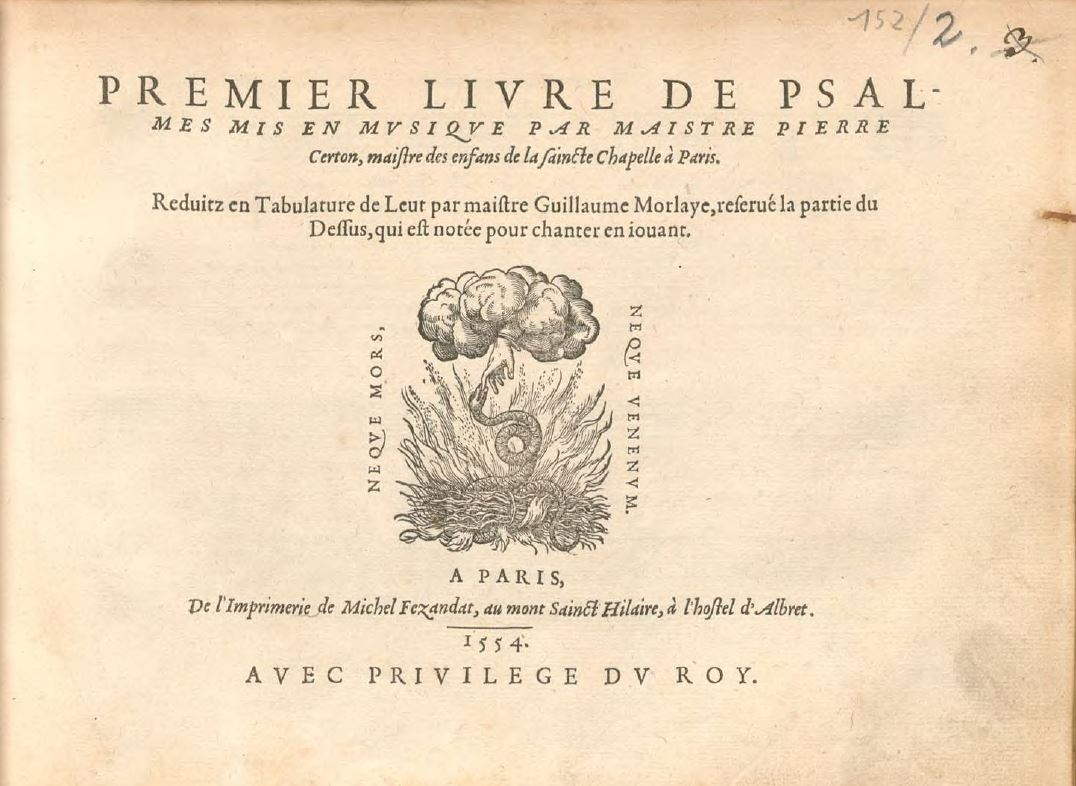
Le Premier livre de psalmes, réduits au luth... (Parigi : Nicolas Du Chemin, 1568).

- Trente et un pseaumes à quatre voix mis en musique par Pierre Certon, (1545);
- Premier livre de psalmes … reduitz en tabulature de leut par Maistre G. Morlaye, (1554);
- Cinquante pseaulmes de David, mis en musique, (1555).

### Musica profana: canzoni
- Premier livre de chansons, en quatre volumes, nouvellement composées en musique, (1552);
- Les Meslanges de Maistre Pierre Certon... esquelles sont quatre vingt dict tant cantiques que chansons spirituelles, (1553).